# Psychoda angustipennis
Psychoda angustipennis är en tvåvingeart som först beskrevs av Samuel Wendell Williston  1896.  Psychoda angustipennis ingår i släktet Psychoda och familjen fjärilsmyggor. Inga underarter finns listade i Catalogue of Life.